# Priisle
Priisle is een subdistrict of wijk (Estisch: asum) binnen het stadsdistrict Lasnamäe in Tallinn, de hoofdstad van Estland. De wijk telde 10.957 inwoners op 1 januari 2020. De wijk grenst vanaf het noorden met de wijzers van de klok mee aan de wijken Kose en Iru, de gemeente Jõelähtme en de wijken Väo, Seli, Mustakivi en Kuristiku.
De rivier Pirita vormt de grens met het dorp Iru in de gemeente Jõelähtme, afgezien van een meander, die geheel op het grondgebied van Priisle ligt.

## Geschiedenis

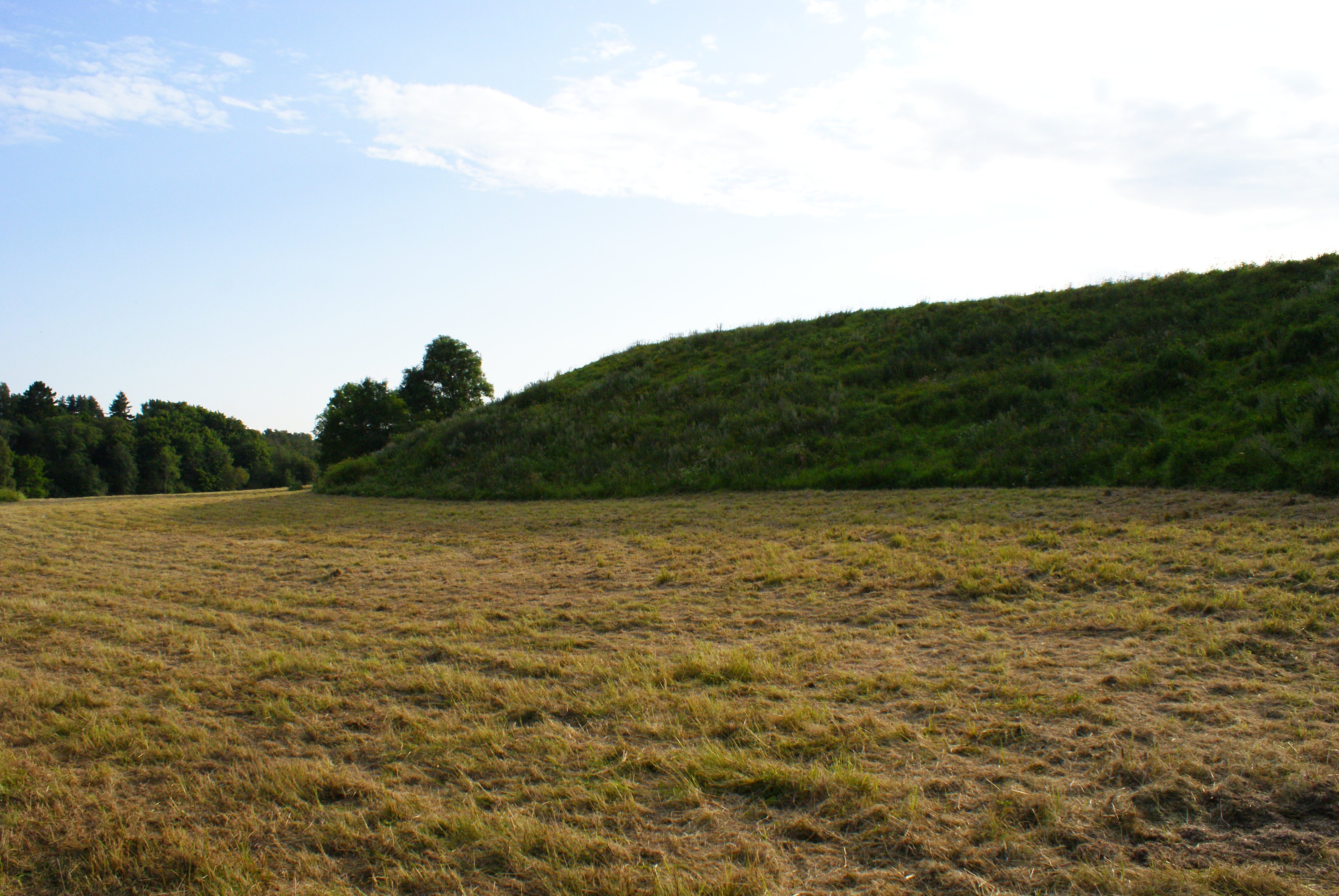
Iru linnamägi, ooit de plaats waar een burcht lag

Het vroegere dorp Priisle hoorde bij het landgoed Väo. Het landhuis Väo lag op het grondgebied van Priisle. In 1402 kocht de stad Tallinn het landgoed van de Duitse Orde. In de 17e eeuw kwam het in het bezit van de rijke Baltisch-Duitse familie von Tiesenhausen, en na de Grote Noordse Oorlog kortstondig in dat van Aleksandr Mensjikov, de vertrouweling van tsaar Peter I van Rusland. In de 18e en 19e eeuw was het weer in het bezit van de stad Tallinn, al behoorde het niet tot de gemeente Tallinn. Vanaf 1816 lag het in de gemeente Jõelähtme (Duits: Jeglecht).
Een tijdlang hoorde ook het dorp Iru erbij, dat tegenwoordig gesplitst is in een dorp Iru in de gemeente Jõelähtme en de Tallinnse wijk Iru. Binnen de meander van de rivier Pirita ligt de heuvel Iru linnamägi; hier lag vroeger de burcht van Iru. Dat de heuvel nu op het grondgebied van Priisle ligt, is het resultaat van een grenscorrectie.
In de jaren zeventig en tachtig van de 20e eeuw werden in Priisle, net als in veel andere wijken van Lasnamäe, geprefabriceerde flats neergezet voor de vele immigranten van buiten Estland. Het landhuis Väo werd daarbij afgebroken Alleen enkele bijgebouwen en het park van het landhuis zijn nog over.
De bouw van flats stopte abrupt na het herstel van de Estische onafhankelijkheid in 1991, omdat er geen nieuwe immigranten meer bij kwamen.

## Voorzieningen
De wijk heeft een winkelcentrum, Priisle keskus.

## Vervoer
De noordgrens van de wijk wordt gevormd door de Narva maantee, de oude weg naar Narva voordat de Põhimaantee 1 de hoofdweg werd. Die weg, die hier nog Peterburi tee heet, vormt de zuidgrens. Andere belangrijke wegen door de wijk zijn de Läänemere tee, de Linnamäe tee en de Priisle tee.
Priisle wordt bediend door een aantal buslijnen.